# المعهد العالي للقضاء
المعهد العالي للقضاء أو المعهد العالي للقضاء بجامعة الإمام محمد بن سعود الإسلامية معهد يتبع لجامعة الإمام محمد بن سعود الإسلامية، يقع مقره في الرياض. يختص المعهد بتأهيل القضاة للعمل في السلك القضائي في المملكة العربية السعودية، وهو الجهة الوحيدة في السعودية المختص بتخريج القضاة، بالإضافة لذلك يقدم المعهد للطلبة مسارين للدراسة الإسلامية بدرجتي الماجستير والدكتوراه.

## التاريخ
تأسس المعهد العالي للقضاء في 3 ذو الحجة 1385 هـ الموافق 25 مارس 1966، وكان أول وحدة أكاديمية للدراسات العليا في المملكة العربية السعودية، التي تمنح درجتي الماجستير والدكتوراه، وذلك بتأهيل القضاة تأهيلاً عالياً، تُعمق فيه الدراسات الفقهية والقضائية وتُنمَّى فيه القدرات على البحث العلمي، والدراسات في المعهد تخصصية في مجال القضاء وما يتصل به، وأنشئ في البداية بقسمين هما: الفقه المقارن وقسم السياسة الشرعية، وبدأ بمرحلة الماجستير، ثمَّ بعد ذلك الدكتوراه، ثمَّ صدر في العام 1433 هـ الأمر الملكي بالموافقة على الخطة التطويرية للمعهد. تضمنت الخطة التطويرية للمعهد أن تُقصر دراسة المرشحين للقضاء والملازمين القضائيين على المعهد العالي للقضاء التابع لجامعة الإمام محمد بن سعود الإسلامية، وأن ينشأ مجلس استشاري في المعهد يضم في عضويته ممثلا بالمرتبة الممتازة عن كل من: الرئاسة العامة للبحوث العلمية والإفتاء، والمجلس الأعلى للقضاء، والمحكمة العليا، ووزارة العدل، وديوان المظالم، وهيئة التحقيق والادعاء العام.

## نشاط المعهد
يتطلع المعهد العالي للقضاء من خلال رؤيته ورسالته إلى إعداد الكفاءات العلمية المتميزة في القضاء، والتحقيق والادعاء العام والخاص والاستشارات، والأنظمة، والمحاماة، والتدريس، والبحث العلمي. ويستشرف المعهد العالي للقضاء أن تكون الدراسات الفقهية، والنظامية المقارنة أكثر عمقا وتحكيما، مما يقوده إلى هدفه المنشود وهو إثراء المكتبات الإسلامية بالبحوث المتخصصة مجال القضاء، والفقه الإسلامي المقارن، والسياسة الشرعية، والأنظمة. يهدف المعهد لتعميق الدراسات الفقهية المقارنة، وإعداد الكفاءات العلمية المتميزة في القضاء والتدريس، والبحث العلمي، والتحقيق والإدعاء العام والخاص والاستشارات، وإثراء المكتبات الإسلامية بالبحوث المتخصصة في مجال القضاء والسياسة الشرعية والفقه الإسلامي المقارن.
يقوم المعهد بإعداد شخصيات قضائية ذات ثقافة عالية، وتخريج عدد من المستشارين الشرعيين والمحققين، وعقد دورتين لملازمي هيئة التحقيق والإدعاء العام، وتقوية الصلة بين من يهيأون للقضاء، وبين كبار رجالات القضاء والعلماء، وتوفير عدد كير من البحوث في الفقه المقارن، والقضاء، والسياسات الشرعية، والأنظمة، وطبع عدد من الرسائل ذات المستوى العلمي الجيد وتوزيعها، والإسهام في تنفيذ خطة الدولة الخمسية من خلال إعداد من تولوا مناصب قيادية في القضاء والاستشارات والتدريس الجامعي، والتحقيق والإدعاء العام، والبحث العلمي.

## مرافق المعهد
- القاعة الرئيسية: ويتم في هذه القاعة مناقشة رسائل الدكتوراه لطلاب الدراسات العليا في مرحلة الدكتوراه بالمعهد العالي للقضاء، وتعتبر أكبر قاعة في المعهد، وتعقد فيها المؤتمرات الكبرى كمؤتمر المعاهد القضائية في العالم العربي، ونحو ذلك من الفعاليات العلمية التي ينظمها المعهد العالي للقضاء.
- المحكمة الصورية: وهي عبارة عن محكمة مصغرة يتم فيها التطبيق العملي القضائي من قبل طلاب الفقه المقارن، والسياسة الشرعية، وتهدف إلي تدريب الطلاب بتمثيل دور القاضي تارة ودور المدعي أو المدعى عليه تارة أخرى.
- قاعة الحاسب الآلي: تشتمل هذه القاعة علي خمسة وثلاثين جهاز حاسب آلي، يتم من خلالها تدريب القضاة وكتاب العدل علي العمل الإلكتروني فيما يخص التوثيق القضائي، ونحوه من الأعمال القضائية التي تتم من خلال أجهزة الحاسب بغية الإعداد لتدريب الكوادر القضائية على الحكومة الالكترونية.
- القاعة المستديرة: تتكون هذه القاعة من طاولة مستديرة تعقد عليها مختلف المحاضرات وورش العمل، والندوات العلمية المقدمة من وكالة الدورات والتدريب في المعهد العالي للقضاء.
- المكتبة: تشتمل هذه المكتبة التابعة للمعهد العالي للقضاء على مجموع الرسائل العلمية المبحوثة من قبل طلاب المعهد العالي لمرحة الماجستير والدكتوراه، وتحتوي المكتبة على محركات للبحث بإمكان الطالب الاستفادة منها قبل تسجيل عنوان بحثي له.

## الأقسام الأكاديمية
- الفقه المقارن: يتم فيه إعداد الكفاءات العلمية المؤهلة تأهيلاً عالياً في مجال القضاء الذي يعنى به المعهد، ورفع كفاءة القضاة علمياً وعملياً، والإسهام في تلبية مختلف قطاعات التنمية في هذه البلاد المباركة بالمؤهلين في مجال القضاء، والتدريس، والاستشارات الشرعية، والنظامية، والمحاماة، والتحقيق والادعاء العام. وتمكين الطلاب المتميزين علمياً من حملة الشهادة الجامعية في الشريعة من مواصلة دراساتهم العليا محلياً. وإعداد الكفاءات العلمية المتميزة في مجال دراسة الأنظمة المحلية المطبقة في المملكة العربية السعودية وفقاً للشريعة الإسلامية والتي تعتبر المصدر الأساس للنظم في المملكة العربية السعودية.
- السياسة الشرعية : من خلال تحقيق الريادة بين الأقسام العلمية المشابهة في شمولية دراسة جميع الأنظمة السعودية وبيان كونها مستمدة من أحكام الشريعة الإسلامية والمتفقة معها في غاياتها ومقاصدها بما يحقق تبصير المجتمع بالحقوق والواجبات، وما ينتج عن تطبيق هذه الأنظمة على أرض الواقع من تحقيق للمصالح ودرء للمفاسد وربط ذلك بأحكام السياسة الشرعية. يقوم القسم بإعداد الباحثين في الدراسات العليا المتخصصين في مجالات الأنظمة المتعددة. وإبراز مكانة الأنظمة السعودية بين مختلف الأنظمة والقوانين. وإعداد الكوادر في التخصصات النظامية المختلفة من مستشارين ومحامين ومحققين وغيرهم. وإعداد القضاة الإعداد العلمي والعملي لخوض غمار مهمة القضاء بشكل عام سواء كان ذلك القضاء العام أم القضاء المتخصص، وذلك بما يكفل تطوير قدراتهم ومواكبة متطلبات حاضرهم ومستقبلهم. وإعداد الدراسات الفقهية والنظامية المقارنة بما يحقق الهدف المنشود من سن هذه الأنظمة ومدى توافقها وأحكام الشريعة الإسلامية. وتشجيع البحث العلمي والمؤلفات في جميع مجالات الأنظمة والسياسة الشرعية. والمشاركة في المؤتمرات والندوات والمحافل العلمية داخل المملكة وخارجها. وكان بالسابق ثّمة أقسام أُخَر، غير أنه ضُمت مع القسمين الأولين، ولم تكن مستقلة كالسابق، وهي:
- القضاء التجاري.
- القضاء العمالي.
- القضاء الجزائي.
- القضاء الإداري.
- الأحوال الشخصية.

## الدراسة
الدراسة في المعهد لا تقتصر على الملازمين القضائيين فقط، بل تشمل خريجي كليات الشريعة في المملكة، وهذا هو الشرط الرئيس للقبول في المعهد، فمن يتخرج من الشريعة وليس ملازماً قضائياً يحق له الدراسة في المعهد، كما أن الجهات القضائية تستعين بخريج المعهد في مرحلة الماجستير، ويتم ترشيح المناسب منهم للعمل في السلك القضائي، سواءً في وزارة العدل أو ديوان المظالم. يتم في المعهد دراسة المذاهب الأربعة، ورسائل الماجستير والدكتوراه تكون في هذه المذاهب، وهي: الشافعية والمالكية والحنفية والحنبلية، وجميعها تدرس بها، ويستعين المعهد بالمتخصصين في هذه المذاهب للتدريس في المعهد، ويزخر المعهد العالي للقضاء برسائل للمجاستير والدكتوراه وبمخطوطات على المذاهب الأربعة، ويستعين المعهد بوزير العدل ورئيس ديوان المظالم وأعضاء هيئة كبار العلماء وبمن لهم خبرة في القضاء للتدريس والإشراف والمناقشة بالمعهد. يقدم المعهد منح دراسية إلى طلاب جزر القمر وماليزيا وبعض الدول الإفريقية.

## مديرو المعهد[4]
- عبد الرزاق عفيفي
- مناع القطان
- صالح الفوزان
- عبدالرحمن السند
- عبد السلام بن عبد الله محمد السليمان
- عبد الله بن أحمد بن سالم المحمادي